# ゴールデン・フレンド
ゴールデン・フレンドとは、冷たいタイプのロングドリンクに分類される、カクテルの1種である。

## 概要
ゴールデン・フレンドは、1982年に開催された、アマレット・ディサローノ国際コンペティションで入賞した作品である。
作者は札幌市「Bar PROOF」の中河宏昭。カクテルの「ゴールデン・フレンド」という名称は、「特別な友に、生涯の友に、唯一の友に贈るカクテル」という意味で命名したとされている。

## 標準的なレシピ
レシピ
- ダーク・ラム - 20ml
- アマレット - 20ml
- レモン・ジュース - 20ml
- コーラ - 適量
- スライス・レモン（輪切りにしたレモン） - 1枚

作り方
1. ダーク・ラム、アマレット、レモン・ジュースをシェイクし、氷を入れたタンブラーグラスに注ぎ、コーラでフルアップして軽くステアする。
2. スライス・レモンを飾る。